# Michael Weston
Michael Weston, nato Michael Rubinstein (New York, 25 ottobre 1973), è un attore statunitense.

## Biografia
Michael nacque come Michael Rubinstein a New York, figlio degli attori Judi West e John Rubinstein, e nipote del famoso pianista Arthur Rubinstein. Ricevette la laurea in Teatro e Arte dalla Northwestern University. Nel 2000 mutò il suo cognome in Weston in quanto era già presente un Michael Rubinstein nella Screen Actors Guild.
Michael è un buon amico dell'attore Zach Braff ed è apparso in diverse occasioni con lui, inclusi La mia vita a Garden State, The Last Kiss e in Scrubs - Medici ai primi ferri come guest star. È anche apparso in Law & Order - Unità vittime speciali, dove interpretava Simon Marsden, il fratellastro di Olivia Benson.
Ha preso parte alla quinta e alla sesta stagione di Dr. House - Medical Division dove interpretava l'investigatore privato Lucas Douglas.

## Vita privata
Dal 2010 è sposato con la cantautrice Priscilla Ahn.

## Filmografia parziale

### Cinema
- Cherry Falls - Il paese del male (Cherry Falls), regia di Geoffrey Wright (2000)
- Sally, regia di David Goldsmith (2000)
- Le ragazze del Coyote Ugly (Coyote Ugly), regia di David McNally (2000)
- Magic Numbers - Numeri magici (Magic Numbers), regia di Nora Ephron (2000)
- Sotto corte marziale (Hart's War), regia di Gregory Hoblit (2002)
- Wishcraft, regia di Richard Wenk e Danny Graves (2002)
- Evil Alien Conquerors, regia di Chris Matheson (2003)
- La mia vita a Garden State (Garden State), regia di Zach Braff (2004)
- Hazzard (The Dukes of Hazzard), regia di Jay Chandrasekhar (2005)
- The Last Kiss, regia di Tony Goldwyn (2006)
- Matrimonio per sbaglio (Wedding Daze) , regia di Michael Ian Black (2006)
- Pathology, regia di Marc Schölermann (2008)
- Crank: High Voltage, regia di Mark Neveldine e Brian Taylor (2009)
- State of Play, regia di Kevin McDonald (2009)
- Gamer, regia di Mark Neveldine e Brian Taylor (2009)
- Expecting, regia di Jessie McCormack (2013)
- Wish I Was Here, regia di Zach Braff (2014)
- Gravy, regia di James Roday (2015)
- The Mad Whale, di registi vari (2017)
- Speed Kills, regia di Jodi Scurfield (2018)
- Adam, regia di Michael Uppendahl (2020)

### Televisione
- Night Man – serie TV, episodio 1x17 (1998)
- Frasier – serie TV, episodio 10x14 (2003)
- Helter Skelter, regia di John Gray – film TV (2004)
- Detective Monk (Monk) – serie TV, episodio 3x07 (2004)
- Six Feet Under – serie TV, 4 episodi (2004-2005)
- Saved – serie TV, episodio 1x02 (2006)
- E.R. - Medici in prima linea (ER) – serie TV, episodi 12x22-13x01 (2006)
- Scrubs - Medici ai primi ferri (Scrubs) – serie TV, 4 episodi (2007)
- Psych – serie TV, episodi 1x12-8x03 (2007, 2014)
- Law & Order - Unità vittime speciali (Law & Order: Special Victims Unit) – serie TV, 5 episodi (2007-2019)
- Dr. House - Medical Division (House, M.D.) – serie TV, 10 episodi (2008-2010)
- Supernatural – serie TV, episodio 4x12 (2009)
- Burn Notice - Duro a morire – serie TV, episodio 3x05 (2009)
- Coma, regia di Mikael Salomon – miniserie TV (2012)
- Elementary – serie TV, episodi 3x16-3x24 (2015)
- Houdini & Doyle – serie TV, 10 episodi (2016)
- The Resident – serie TV, 10 episodi (2018-2019)
- Home Before Dark – serie TV, 20 episodi (2020-2021)
- Un milione di piccole cose (A Million Little Things) – serie TV, 7 episodi (2021)
- NCIS - Unità anticrimine (NCIS) – serie TV, episodio 20x01 (2022)
- The Good Doctor – serie TV, episodio 6x16 (2023)

## Doppiatori italiani
Nelle versioni in italiano delle opere in cui ha recitato, Michael Weston è stato doppiato da:
- David Chevalier in The Last Kiss, State of Play, Elementary
- Alessio Cigliano in Law & Order - Unità speciale (st. 8, ep. 13x16), White Collar
- Franco Mannella in NCIS - Unità anticrimine, NCIS: Hawaii
- Davide Perino in Cherry Falls - Il paese del male
- Massimiliano Manfredi in Magic Numbers - Numeri fortunati
- Corrado Conforti in Hazard
- Riccardo Niseem Onorato in Scrubs - Medici ai primi ferri
- Gabriele Marchingiglio in Matrimonio per sbaglio
- Fabrizio Manfredi in Dr. House - Medical Division
- Nanni Baldini in Burn Notice - Duro a morire
- Stefano Crescentini in Detective Monk
- Alessandro Quarta in Supernatural
- Gabriele Lopez in Psych
- Gianfranco Miranda in NCIS: Los Angeles
- Riccardo Scarafoni in CSI: NY
- Francesco Pezzulli in CSI - Scena del crimine (come Ryan Morton / Carsten)
- Davide Lepore in CSI - Scena del crimine (Tripp Linson)
- Raffaele Carpentieri in Wish I Was Here
- Stefano Brusa in Law & Order - Unità speciale (ep. 21x06)
- Antonio Palumbo in Hawaii Five-0
- Andrea Lavagnino in Home Before Dark
- Alessandro Budroni in The Resident
- Gianluca Cortesi in The Good Doctor
- Emiliano Reggente in Into the Dark - Nel buio